# اورنت کلمن
اورنت کلمن (به انگلیسی: Ornette Coleman؛ ۹ مارس ۱۹۳۰ – ۱۱ ژوئن ۲۰۱۵) یک موسیقی‌دان اهل ایالات متحده آمریکا بود که بین سال‌های ۱۹۵۸ تا ۲۰۱۵ میلادی فعالیت می‌کرد. او که نوازنده ساکسوفون، ویولن و ترومپت بود یکی از افراد مؤثر در جنبش جاز آزاد در دهه ۱۹۶۰ میلادی بود.
او در سال ۲۰۰۷ برای آلبوم دستور زبان صدا برنده جایزه پولیتزر شد. وی هم‌چنین یکی از برندگان کمک هزینه گوگنهایم بود. جایزهٔ یک عمر دستاورد گرمی نیز در سال ۲۰۰۷ به اورنت کلمن اهدا شد.

کلمن در سال ۱۹۹۷ در گفتگو با ژاک دریدا، فیلسوف فرانسوی دربارهٔ سبک خود گفته بود: ایده این است که دو یا سه نفر بتوانند مکالمه‌ای با صداها داشته باشند بدون آن‌که تلاش کنند این صداها را غالب و مسلط کنند.
اورنت کلمن در ۱۱ ژوئن ۲۰۱۵ به علت ایست قلبی در نیویورک درگذشت.